# Hesselø Bugt
Hesselø Bugt er en bugt i Kattegat mellem Sjællands Odde og Gilleleje. Den afgrænses i vest af Sjællands Oddes spids og i øst af Gilbjerg Hoved ved Gilleleje, som er Sjællands nordligste punkt. Ved bugten findes flere badestrande og sommerhusområder.
Bugten er opkaldt efter øen Hesselø, der er beliggende i den nordlige midterste del af bugten.
56°4′N 11°47′Ø / 56.067°N 11.783°Ø